# Olympische Jugend-Sommerspiele 2014/Teilnehmer (Algerien)
| Gelbes Symbol für Goldmedaillen mit stilisierten Olympischen Ringen | Graues Symbol für Silbermedaillen mit stilisierten Olympischen Ringen | Braundes Symbol für Bronzemedaillen mit stilisierten Olympischen Ringen |
| ------------------------------------------------------------------- | --------------------------------------------------------------------- | ----------------------------------------------------------------------- |
| —                                                                   | —                                                                     | —                                                                       |

Die Jugend-Olympiamannschaft aus Algerien für die II. Olympischen Jugend-Sommerspiele vom 16. bis 28. August 2014 in Nanjing (Volksrepublik China) bestand aus 33 Athleten.

## Athleten nach Sportarten

### Boxen
Jungen
- Salem Tamma
Bantamgewicht: 4. Platz

### Fechten
| Mädchen - Abik Boungab Säbel Einzel: 10. Platz Mixed: 9. Platz (im Team Afrika) | Jungen - Salim Heroui Florett Einzel: 12. Platz Mixed: 9. Platz (im Team Afrika) |

### Gewichtheben
| Mädchen - Nada Meryem Benmiloud Mittelgewicht: 7. Platz | Jungen - Aymen Touairi Superschwergewicht: 6. Platz |

### Judo
| Mädchen - Sadjia Amrane Klasse bis 52 kg: 9. Platz Mixed: 5. Platz (im Team Ruska) | Jungen - Salim Rebahi Klasse bis 66 kg: 17. PLlatz Mixed: 5. Platz (im Team Nevzorov) |

### Leichtathletik
| Mädchen - Abir Reffas 1500 m: 14. Platz 8 × 100 m Mixed: 14. Platz - Noura Kherroubi 3000 m: 15. Platz 8 × 100 m Mixed: 24. Platz - Ilham Zenati 2000 m Hindernis: 17. Platz 8 × 100 m Mixed: 20. Platz - Yousra Arar Hochsprung: kein gültiger Versuch (Finale) 8 × 100 m Mixed: 35. Platz - May Massika Mezioud Stabhochsprung: kein gültiger Versuch (Vorrunde) 8 × 100 m Mixed: disqualifiziert | Jungen - Tahar Lazaar 800 m: 14. Platz 8 × 100 m Mixed: 53. Platz - Tawfiq Bouziane 3000 m: 6. Platz 8 × 100 m Mixed: 18. Platz - Amine Bouanani 110 m Hürden: 15. Platz 8 × 100 m Mixed: 60. Platz - Ahmed Kenzi Saidia 2000 m Hindernis: 6. Platz 8 × 100 m Mixed: 20. Platz - Djaber Bouras 10 km Gehen: disqualifiziert 8 × 100 m Mixed: 36. Platz - Hichem Bouhanoun Hochsprung: 7. Platz 8 × 100 m Mixed: 43. Platz - Yasser Triki Weitsprung: kein gültiger Versuch 8 × 100 m Mixed: 5. Platz |

### Radsport
- Mixed: 27. Platz

| Mädchen - Yasmine El-Meddah - Nour El-Houda Megherbi Kombination: 31. Platz | Jungen - Zoheir Benyoub - Islam Mansouri Kombination: 21. Platz |

### Ringen
| Mädchen - Khadidja Kaddour Freistil bis 46 kg: 5. Platz | Jungen - Habib Slimane Belghelam Griechisch-römisch bis 42 kg: 6. Platz - Houssam Bounasri Griechisch-römisch bis 50 kg: 4. Platz |

### Rudern
| Mädchen - Thiziri Douki Einer: 22. Platz | Jungen - Mohammed Belhadj Boucif Einer: 21. Platz |

### Schwimmen
Mädchen
- Hamida Rania Nefsi
200 m Schmetterling: 2.7 Platz
200 m Lagen: 25. Platz

### Segeln
| Mädchen - Nouha Akil Byte CII: 29. Platz | Jungen - Amine Guedmim Byte CII: 26. Platz |

### Tischtennis
Mädchen
- Sannah Lagsir
Einzel: 21. Platz
Mixed: 25. Platz (mit Kerem Ben Yahia  Tunesien)

### Turnen
Mädchen
- Fatima Ahlem Mokhtari
Einzelmehrkampf: 40. Platz